# Samuel Sevian
Samuel Sevian (* 26. Dezember 2000 in Corning, New York) ist ein US-amerikanischer Schach-Großmeister armenischer Abstammung.

## Leben
Sevian ist der zum Zeitpunkt der Titelernennung jüngste Internationale Meister der USA und war der jüngste Internationale Meister weltweit, ehe Anton Smirnov (* 2001) der Titel verliehen wurde (dieser erfüllte im August 2014 bei der Schacholympiade seine dritte IM-Norm, erreichte aber erst im September 2014 die erforderliche Mindest-Elo von 2400). Die erforderlichen Normen erfüllte er 2012 beim 19., 20. und 23. Metropolitain FIDE Invitational in Los Angeles, da er allerdings die erforderliche Mindestelo von 2400 noch nicht erreicht hatte, wurde ihm der IM-Titel beim 1st quarter Presidential Board 2013 meeting im Januar 2013 zunächst unter Elovorbehalt verliehen. In der FIDE-Liste vom Dezember 2013 erreichte er eine Elo-Zahl von 2401 und trägt seitdem den Titel eines Internationalen Meisters.
Im November 2014 wurde er zum Großmeister ernannt unter der Bedingung, dass er eine Elo-Zahl von mindestens 2500 erreicht. Die GM-Normen erreichte er im Januar 2014 beim Foxwoods Open in Mashantucket, im Mai 2014 bei einem GM-Turnier in St. Louis und im August 2014 beim 3rd Annual Washington Intl Section A in Rockville (Maryland). Bereits im Dezember 2014 erreichte er eine Elo-Zahl von 2511 und trägt seitdem den Titel eines Großmeisters. Damit wurde er der jüngste Großmeister in der Geschichte der Vereinigten Staaten. Samuel Sevian war 2012 Jugendweltmeister in der Altersklasse U12.
In der United States Chess League spielte er 2011 und 2012 für die San Francisco Mechanics, 2013 und 2014 für Boston Blitz. In der spanischen División de Honor spielt er seit 2016 für Chess24-VTI-Atocha.